# VoLTE
VoLTE (по англ. Voice over LTE — голос по LTE) — технология передачи голоса по сетям LTE («4G»), основанная на IP Multimedia Subsystem (IMS). Позволяет предоставлять голосовые услуги и доставлять их как поток данных по LTE. VoLTE имеет в три раза большую голосовую ёмкость и ёмкость данных, чем сети 3G UMTS, и до шести раз больше, чем сети 2G GSM. Кроме того, она высвобождает пропускную способность, поскольку заголовки пакетов меньше, чем у неоптимизированной VoIP/LTE (также у VoLTE есть аналог — ViLTE).

## История
В мае 2014 года сингапурская компания SingTel представила первый в мире коммерческий «полнофункциональный» VoLTE-сервис в Сингапуре, первоначально совместимый только с Samsung Galaxy Note 3.
В июне 2014 года крупнейший оператор Южной Кореи KT реализовал первый в мире трансграничный роуминг, основанный на Voice over LTE. Южнокорейский оператор стал партнёром с China Mobile, чтобы развивать услуги VoLTE-роуминга.
В октябре 2014 года China Mobile, KPN и iBasis реализовали первый успешный VoLTE-роуминг между мобильными операторами на IMS local breakout architecture with a home routing systems.
В ноябре 2014 года Verizon и AT&T анонсировали кампанию по вводу VoLTE-to-VoLTE соединений между соответствующими абонентами. VoLTE-взаимодействие между клиентами Verizon и AT&T, как ожидается, будет доступно в 2015 году.
С июня 2018 года крупнейший сотовый оператор России МТС начал по всей стране развертывание услуги «Интернет-звонки», включающей в себя VoLTE и Wi-Fi calling.; кроме того, сотовый оператор обладает самой обширной территорией, на которой можно пользоваться VoLTE и Wi-Fi calling.
С февраля 2022 года российский оператор МегаФон также запустил VoLTE в международном роуминге.

### Развёртывание
| Оператор           | Страна            | Состояние | Дата            | Примечание                                                 |
| ------------------ | ----------------- | --- | --------------- | ---------------------------------------------------------- |
| Optus              | Австралия         | запущено | май 2016        | [ 8 ]                                                      |
| Telstra            | Австралия         | запланировано | 2015            | [ 9 ]                                                      |
| Vodafone           | Австралия         | запланировано | 2015            | [ 10 ]                                                     |
| A1 Telekom Austria | Австрия           | запущено | 30.11.2015      | [ 11 ]                                                     |
| Drei AT            | Австрия           | запущено | середина 2018   |                                                            |
| T-Mobile AT        | Австрия           | запущено | 15.09.2014      |                                                            |
| A1                 | Беларусь          | запущено | декабрь 2019    | [ 12 ]                                                     |
| МТС                | Беларусь          | запущено | апрель 2022     | [ 13 ]                                                     |
| Telus              | Канада            | запланировано |                 | [ 14 ]                                                     |
| China Mobile       | Китай             | запланировано | 2014            | [ 15 ]                                                     |
| Avantel            | Колумбия          | запланировано |                 | [ 16 ]                                                     |
| T-Mobile           | Чехия             | запланировано | 2015            | [ 17 ]                                                     |
| CNT                | Эквадор           | запланировано |                 | [ 18 ]                                                     |
| Bouygues           | Франция           | запланировано | 2015            | [ 19 ]                                                     |
| SFR                | Франция           | опробовано |                 | [ 20 ]                                                     |
| E-Plus             | Германия          | запланировано |                 | [ 21 ]                                                     |
| O2                 | Германия          | в тестировании |                 | [ 22 ]                                                     |
| Telekom            | Германия          | опробовано |                 | [ 23 ]                                                     |
| Vodafone           | Германия          | запланировано | 2015            | [ 24 ]                                                     |
| 3                  | Гонконг           | запущено | май 2014        | [ 25 ]                                                     |
| csl.               | Гонконг           | запущено | октябрь 2014    | [ 26 ]                                                     |
| PCCW               | Гонконг           | запущено | май 2014        | [ 27 ]                                                     |
| Vodafone           | Индия             | запущено |                 | [ 28 ]                                                     |
| Vodafone           | Италия            | запланировано | середина 2015   | [ 29 ]                                                     |
| au                 | Япония            | запланировано |                 | [ 30 ]                                                     |
| NTT Docomo         | Япония            | запущено | июнь 2014       | [ 31 ]                                                     |
| Ooredoo            | Кувейт            | запланировано | 2014            | [ 32 ]                                                     |
| Zain               | Кувейт            | опробовано |                 | [ 33 ]                                                     |
| Alfa               | Ливан             | запланировано | 2014            | [ 34 ]                                                     |
| Vip                | Македония         | запланировано | 2015            | [ 35 ]                                                     |
| KPN                | Нидерланды        | |                 | [ 36 ] [ 37 ] [ 38 ]                                       |
| Vodafone           | Нидерланды        | запланировано | 2015            | [ 39 ]                                                     |
| Smile              | Нигерия           | опробовано |                 | [ 40 ]                                                     |
| Net 1              | Норвегия          | запланировано |                 | [ 41 ]                                                     |
| Plus               | Польша            | опробовано |                 | [ 42 ]                                                     |
| Play               | Польша            | запущено | 2020            |                                                            |
| Vodafone           | Румыния           | запущено | ноябрь 2014     | [ 43 ]                                                     |
| МегаФон            | Россия            | запущено по всей стране, кроме Чукотского автономного округа, Республики Крым и г. Севастополь. | август 2021     | [ 44 ]                                                     |
| МТС                | Россия            | Территория действия VoLTE и VoWiFi:Алтайский край Амурская область Архангельская область Астраханская область Белгородская область Брянская область Волгоградская область Вологодская область Воронежская область Еврейская автономная область Забайкальский край Ивановская область Иркутская область Калининградская область Калужская область Камчатский край Кемеровская область Кировская область Костромская область Краснодарский край Красноярский край Курская область Липецкая область Магаданская область Москва и Подмосковье Мурманская область Ненецкий автономный округ Нижегородская область Новгородская область Новосибирская область Омская область Оренбургская область Орловская область Пензенская область Приморский край Псковская область Республика Адыгея Республика Башкортостан Республика Бурятия Республика Дагестан Республика Ингушетия Республика Кабардино-Балкария Республика Калмыкия Республика Карачаево-Черкесия Республика Карелия Республика Коми Республика Марий Эл Республика Мордовия Республика Тыва Республика Саха Республика Северная Осетия Республика Татарстан Республика Удмуртия Республика Хакасия Республика Чечня Республика Чувашия Ростовская область Рязанская область Самарская область Санкт-Петербург, Ленинградская область Саратовская область Сахалинская область Свердловская область Севастополь Смоленская область Ставропольский край Тамбовская область Тверская область Тульская область Тюменская область Ульяновская область Челябинская область Ярославская область Хабаровский край | март 2018       | [ 45 ] [ 46 ]                                              |
| билайн             | Россия            | Запущена. Территория действия:Москва, Московская область Санкт-Петербург, Ленинградская область Алтайский край Красноярский край Хакасия Тыва Иркутская область Бурятия Брянская область Приморский край Чеченская республика Ивановская область Калужская область Республика Татарстан Костромская область Кемеровская область Республика Дагестан Новосибирская область Пензенская область Ростовская область Тульская область Ставропольский край Тверская область Смоленская область Ярославская область Самарская область Республика Башкортостан Ульяновская область Саратовская область | август 2015     | [ 47 ]                                                     |
| t2                 | Россия            | запущено (в Москве и Московской области, по всей стране запущено в декабре 2024). | апрель 2017     | [ 48 ]                                                     |
| Yota               | Россия            | запущено по всей стране, кроме Чукотского АО, республики Крым и Севастополь. | 2022            |                                                            |
| Мотив              | Россия            | запущено. Территория действия:Свердловская область Курганская область Ханты-Мансийский АО Ямало-Ненецкий АО | декабрь 2018    | [ 49 ]                                                     |
| Etisalat           | Саудовская Аравия | опробовано |                 | [ 50 ]                                                     |
| Mobily             | Саудовская Аравия | запланировано |                 | [ 51 ]                                                     |
| M1                 | Сингапур          | запланировано | 2014            | [ 52 ]                                                     |
| SingTel            | Сингапур          | запущено | май 2014        | [ 1 ]                                                      |
| StarHub            | Сингапур          | опробовано |                 | [ 52 ]                                                     |
| Vodafone           | Испания           | в тестировании |                 | [ 53 ]                                                     |
| Telekom Slovenije  | Словения          | запланировано |                 | [ 54 ]                                                     |
| Vodacom            | Южная Африка      | опробовано |                 | [ 55 ]                                                     |
| KT                 | Южная Корея       | запущено | октябрь 2012    | [ 56 ]                                                     |
| LG U+              | Южная Корея       | запущено | август 2012     | [ 57 ]                                                     |
| SK Telecom         | Южная Корея       | запущено | август 2012     | [ 58 ]                                                     |
| Tele2              | Швеция            | опробовано |                 | [ 59 ]                                                     |
| Swisscom           | Швейцария         | запланировано | 2015            | [ 60 ]                                                     |
| APT                | Тайвань           | запланировано |                 | [ 61 ]                                                     |
| Smile              | Танзания          | опробовано |                 | [ 40 ]                                                     |
| Altyn Asyr         | Туркменистан      | запущено | сентябрь 2014   | [ 62 ]                                                     |
| Smile              | Уганда            | опробовано |                 | [ 40 ]                                                     |
| du                 | ОАЭ               | опробовано |                 | [ 63 ]                                                     |
| EE                 | Великобритания    | запланировано | 2015            | [ 64 ]                                                     |
| Vodafone           | Великобритания    | опробовано |                 | [ 65 ]                                                     |
| AT&T               | США               | запущено | май 2014        | [ 66 ]                                                     |
| C Spire            | США               | запланировано |                 | [ 67 ]                                                     |
| Metro PCS          | США               | запущено | август 2012     | [ 68 ]                                                     |
| Sprint             | США               | запланировано |                 | [ 69 ]                                                     |
| T-Mobile           | США               | запущено | май 2014        | [ 66 ]                                                     |
| Verizon            | США               | запущено | сентябрь 2014   | [ 70 ]                                                     |
| Digitel            | Венесуэла         | запланировано |                 | [ 71 ]                                                     |
| Интерднестрком     | Приднестровье     | запущено | декабрь 2017    |                                                            |
| TIM                | Бразилия          | | 2017            |                                                            |
| Telia              | Эстония           | запущено | 12 июля 2016    |                                                            |
| Tele2              | Казахстан         | запущено | 18 января 2021  |                                                            |
| Beeline            | Казахстан         | запущено по всей стране (кроме Мангистауской и Атырауской областей) | 1 апреля 2021   |                                                            |
| izi                | Казахстан         | запущено | 11 июня 2021    |                                                            |
| Киевстар           | Украина           | запущено | 22 ноября 2022  | https://kyivstar.ua/news/id221120221600                    |
| lifecell           | Украина           | запущено | 5 сентября 2022 | https://www.lifecell.ua/uk/announcements/759/?flavour=full |
| Bakcell            | Азербайджан       | запущено |                 |                                                            |
| MEGA               | Кыргызстан        | запущено | 25 апреля 2023  |                                                            |
| Beeline Кыргызстан | Кыргызстан        | запущено (только для устройств iOS) | 20 мая 2024     |                                                            |

### Перспективы
Сотовые операторы стараются модернизировать оборудование под технологию VoLTE. Самые известные мобильные операторы России постепенно запускают поддержку VoLTE, но на середину 2021 года технология остается доступной лишь в наиболее крупных городах. 
Также остается открытым вопрос совместимости: у некоторых поставщиков связи пользоваться VoLTE можно только при совпадении тарифных планов и определенного набора сервисных услуг.

## Устройства
| Бренд    | Название | Примечание                       |
| -------- | --- | -------------------------------- |
| Alcatel  | Idol 4 |                                  |
| Asus     | ZenFone Max Pro M2 |                                  |
| Meizu    | M3 Note/M3 Max |                                  |
| Meizu    | M3s/M3s mini |                                  |
| Meizu    | Pro 6 |                                  |
| Meizu    | U10/U20 |                                  |
| Meizu    | Mx 6 |                                  |
|          | M6 Note | с Flyme 7.0.0.0A и выше          |
| Apple    | iPhone SE |                                  |
| Apple    | iPhone 6 iPhone 6s iPhone 7 iPhone 8 iPhone X iPhone Xs/Xs Max/XR iPhone 11/11 PRO/11 PRO MAX iPhone 12/12 PRO/12 PRO MAX | [ 75 ]                           |
| Apple    | iPhone 6 Plus iPhone 6S Plus iPhone 7 Plus iPhone 8 Plus                                                                  | [ 75 ]                           |
| Fujitsu  | Arrows NX | F-02G, F-05F                     |
| HTC      | Desire EYE | [ 77 ]                           |
| Huawei   | Ascend D2 LTE | [ 78 ]                           |
| Huawei   | Ascend P7 | [ 43 ]                           |
| Huawei   | P20/P20 Pro |                                  |
| Huawei   | P30 Lite |                                  |
| LeEco    | Le2/Le2 Max |                                  |
| LG       | G Flex | [ 79 ]                           |
| LG       | G Pro | F240S                            |
| LG       | G2 | [ 70 ]                           |
| LG       | G3 D855 |                                  |
| LG       | Isai VL | [ 80 ]                           |
| LG       | Optimus GX | F310L                            |
| LG       | Optimus LTE 2 | F160LV                           |
| LG       | Optimus LTE III | F260S                            |
| LG       | Optimus Vu 2 | F200L                            |
| LG       | Vu 3 | F300                             |
| Motorola | Droid Turbo | XT-1254                          |
| Google   | Nexus 5 |                                  |
| Google   | Nexus 6 |                                  |
| Google   | Nexus 5X |                                  |
| Google   | Nexus 6P |                                  |
| Nokia    | Lumia 830 | [ 82 ]                           |
| Pantech  | Vega Iron | IM-A870S                         |
| Pantech  | Vega N°6 | IM-A860S                         |
| Pantech  | Vega R3 | IM-A850L                         |
| Pantech  | Vega Secret Note | IM-A890S                         |
| Samsung  | Galaxy Avant | [ 83 ]                           |
| Samsung  | Galaxy Golden | SHV-E400                         |
| Samsung  | Galaxy Grand | SHV-E270                         |
| Samsung  | Galaxy Light | [ 79 ]                           |
| Samsung  | Galaxy Note II LTE | SHV-E250S                        |
| Samsung  | Galaxy Note 5 | SM-N920T                         |
| Samsung  | Galaxy Note 3 | [ 1 ] [ 27 ]                     |
| Samsung  | Galaxy Note 10.1 LTE | [ 78 ]                           |
| Samsung  | Galaxy Note Edge | SC-01G                           |
| Samsung  | Galaxy Pop | SHV-E220S                        |
| Samsung  | Galaxy Round | SM-G910S                         |
| Samsung  | Galaxy S III LTE | SHV-E210                         |
| Samsung  | Galaxy S4 | SCH-R970C                        |
| Samsung  | Galaxy S4 mini LTE | GT-i9195                         |
| Samsung  | Galaxy S4 Zoom | SM-C105S                         |
| Samsung  | Galaxy S5 | [ 79 ]                           |
| Samsung  | Galaxy S5 Active | SC-02G                           |
| Samsung  | Galaxy S7 | SM-G930FD                        |
| Samsung  | Galaxy S8 | [ источник не указан 1416 дней ] |
| Samsung  | Galaxy S9 | SM-G960F                         |
| Sharp    | Aquos Pad | SH-06F                           |
| Sharp    | Aquos Zeta | SH-01G, SH-04F                   |
| Sharp    | Disney Mobile on docomo                                                                                                   | SH-02G                           |
| Sony     | Xperia SP M35t | [ 78 ]                           |
| Sony     | Xperia Z2 | SO-03F                           |
| Sony     | Xperia Z2 Tablet | SO-05F                           |
| Sony     | Xperia Z3 | SO-01G                           |
| Sony     | Xperia Z3 Compact | SO-02G                           |
| Sony     | Xperia XA2 Ultra |                                  |
| TP-Link  | Neffos X1 Lite |                                  |
| OnePlus  | OnePlus 2 | с OxygenOS 3.5.5                 |
| OnePlus  | OnePlus 3/3T |                                  |
| OnePlus  | OnePlus 5/5T |                                  |
| OnePlus  | OnePlus 6/6T |                                  |
| OnePlus  | OnePlus 7/7 Pro |                                  |
| Xiaomi   | почти все устройства |                                  |
| ZTE      | ZTE Blade V10/V10 Vita | [ 85 ]                           |
| ZUK      | Z2 |                                  |

## Качество голоса
Для обеспечения совместимости 3GPP требует, по меньшей мере, кодека AMR-NB (узкая полоса), но рекомендуемым речевым кодеком для VoLTE является Adaptive Multi-Rate Wideband (AMR-WB), также известный как HD Voice и G.722.2. Этот кодек санкционирован в сетях 3GPP, которые поддерживают дискретизацию 16 кГц.